# Alberto Arantes
Alberto Arantes (, 1939 — , 1991) foi um maestro e arranjador brasileiro. Foi um dos maiores arranjadores da música popular brasileira, com uma predileção especial pela flauta. Escreveu célebres arranjos para quartetos de flauta e uma série de temas folclóricos para flauta e piano.
Sua última obra foi o Pot-Pourri Brasileiro, escrito em 1990, a pedido de Celso Woltzenlogel, que buscava um arranjo de grande impacto para encerrar seus recitais de música brasileira. Carinhoso, Garota de Ipanema, Duda no Frevo, Mulher Rendeira e Brasileirinho foram os temas escolhidos para esta peça.